# Zoothera heinei
Zoothera heinei е вид птица от семейство Turdidae.

## Разпространение
Видът е разпространен в Австралия.